# فرودگاه روبتسوفسک
فرودگاه روبتسوفسک (به روسی: Аэропорт Рубцовск) فرودگاهی عمومی واقع در روبتسوفسک در کشور روسیه است.